# Ficció

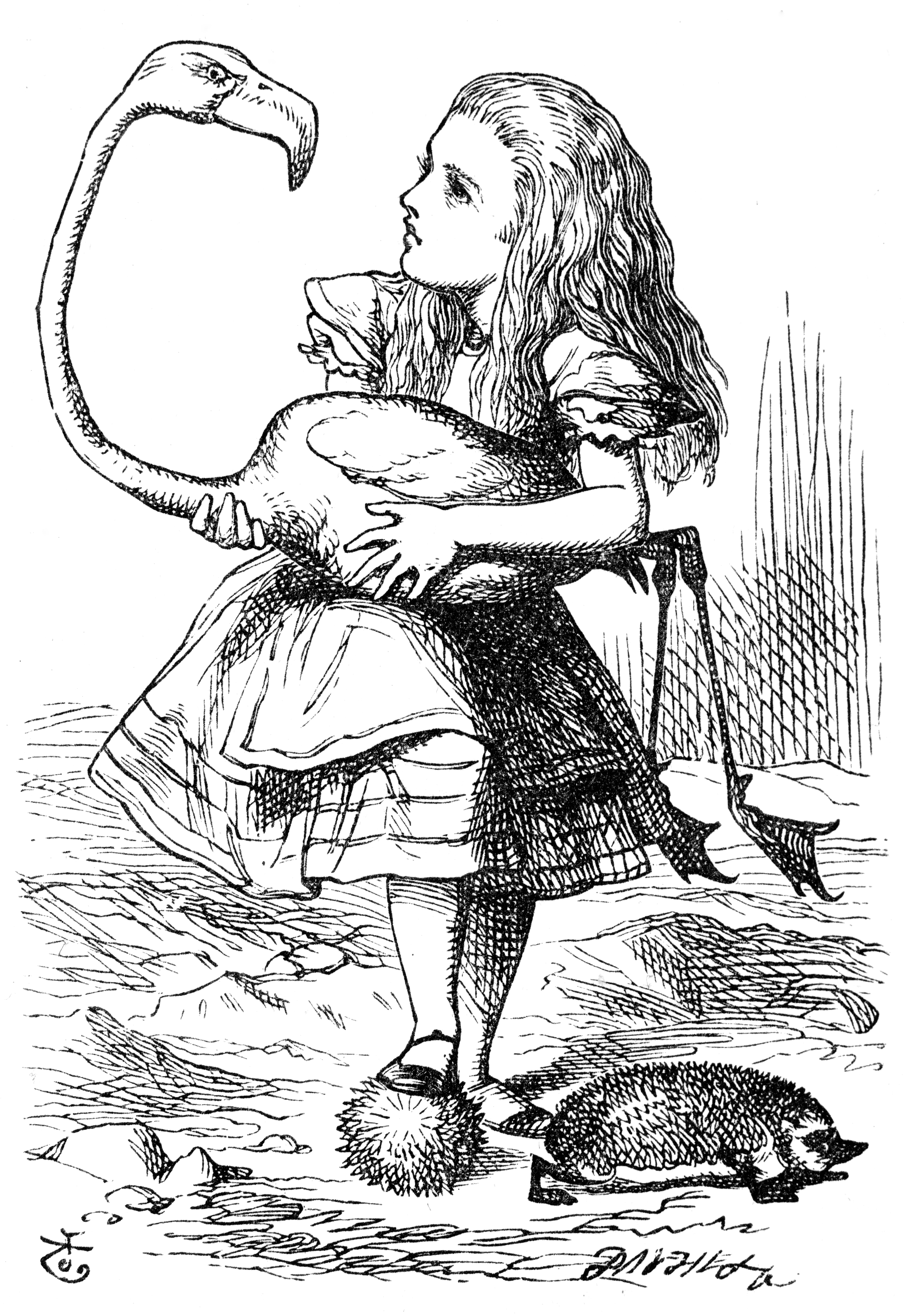
Una il·lustració de lAlícia en terra de meravelles de Lewis Carroll, que representa la protagonista fictícia, Alicia, jugant un partit fictici de criquet

La ficció en l'art, és la creació de móns i històries imaginàries sobretot la literatura i les arts escèniques i audiovisuals. Aquests mons tenen els seus propis personatges i regles de versemblança, amb un grau variable de realisme, sigui perquè prenen alguns elements de referència de la realitat, sigui perquè la contradiuen o transformen. En l'àmbit audiovisual, la ficció se sol oposar al documental i els seus gèneres derivats.
En psicologia, diferenciar la ficció de la realitat és una capacitat que el nen ha d'adquirir progressivament. En psicopatologia una distorsió temporani o permanent d'aquesta capacitat de distingir adequadament la ficció de la realitat, pot ser un símptoma de diversos disturbis mentals (paranoia, psicosi, deliris…) individuals com de grups (psicosi col·lectiva). La delimitació entre realitat i ficció, no només és una qüestió objectiva, però depèn igualment d'un consens social: el que es veu entre d'altres amb texts sacrats, que per a uns són una descripció de la realitat, per a altres només metàfores i llegendes.
Etimològicament, la paraula prové del llatí fictio, derivat del verb fingere que a l'origen significava «modelar la pasta del pa» i ença en sentit figurat «allò que ha estat modelat, inventat, fingit».

## Concepte de ficció
El concepte de ficció varia segons com s'usi. Pot existir ficció fora de l'art, com per exemple en les tradicions (personatges llegendaris que es transmeten entre generacions lligats a determinades festes o valors morals) o en els llibres de text, on es posen exemples inventats per explicar conceptes. Sempre exigeix, però un cert grau de discurs i per això està fortament lligada a la narrativa.

### Mons possibles i el pacte ficcional
Des d'un punt de vista semàntic la ficció presenta un gran dilema : com els lectors o consumidors de ficció podem no només acceptar-la (malgrat la seva evident falsedat), sinó, a més, fer judicis sobre la veritat o falsedat d'enunciats ficcionals.
La teoria del significat de l'oració, iniciada pel lògic Richard Montague a la fi de la dècada dels anys 1970, possibilita donar un enfocament força útil al procés d'interpretació. Validar la significació a partir de les premisses d'un «model» prèviament establert o Món Possible, ens permet raonar i tractar asseveracions sobre mons que, tot i saber que mai no seran verídics, són viscuts i validats com a realitats.
En el Món Possible de la ficció s'estableix una regla bàsica per tal d'accedir-hi: l'enunciador (l'emissor) i l'enunciatari (el receptor) subscriuen tàcitament un pacte ficcional pel qual el consumidor de ficció accepta el món imaginari que se li presenta, sabent que allò que se li mostra o insinua és una història imaginària, no per això pensa que és una mentida. En termes de Coleridge es tracta d'una suspensió de la incredulitat: el consumidor deixa de banda, momentàniament, la tendència a verificar, a constatar, a adequar la ficció a la realitat i a aplicar el raonament lògic al que se li ofereix.
Un món possible esdevé real atès que fa referència a un món narratiu d'estructura cultural que, encara que no existeixi de fet, és vertader en la mesura que està format per un conjunt d'individus dotats de propietats i d'esdeveniments que són jutjats com a possibles i coherents. Si el món real quotidià es regeix pel concepte de veritat evident, el món possible ho fa pel concepte de veritat circumstancial: malgrat que l'enunciat pugui ser qualificat de literalment fals, s'accepta com a veritat per a l'acceptació del món possible. Per exemple, encara que sigui fals que els conills parlin, en la mesura que participem en el món possible d'Alícia al País de les meravelles de Lewis Carroll, aquests fets no ens sorprenen, més aviat els acceptem com a veritats metafòriques. La suspensió de la incredulitat, encara que comporti tenir consciència que el País de les Meravelles «no és vertader», no per això pensem que és mentida.
En un món possible, els conceptes de veritat i de mentida, s'han d'entendre deslligats d'universalitat. La veritat, encara que se'ns presenti inqüestionable i més enllà d'opinions i interessos, a l'interior d'un món possible és sempre una construcció convencional i temporal, i solament és vàlida en aquestes circumstàncies. Les veritats dels mons possibles són veritats sòlides i inqüestionables. Per contra, les veritats del món real sempre poden ser qüestionades, com diu Eco, «la narrativitat ens proporciona mons ancorats, que floten menys que els universos reals, encara que d'ordinari pensem que les coses són al revés»

### Conceptes similars
La ficció sovint es relaciona amb altres conceptes, com ara la fantasia. Tanmateix, ambdós termes no són sinònims. Les obres de gènere fantàstic es cataloguen com a fictícies, però no totes les obres de ficció pertanyen al regne de la fantasia, ja que moltes d'elles tenen una ambientació realista. Les obres fantàstiques inclouen elements sobrenaturals, tret que no apareix a tots els discursos ficcionals.
Un altre fals sinònim seria considerar fictici com a fals. La veritat correspon als judicis sobre els fets i no s'aplica al món imaginari, igual que tampoc no es pot aplicar a les expressions emotives i altres tipus d'enunciats. Dins del món possible de la ficció existeixen unes pròpies regles de veritat, entesa com a coherència de conjunt. Així, podria ser veritat o mentida afirmar una característica d'un personatge o l'existència o no d'un esdeveniment en una obra, sense que hagi d'haver un referent existent. De fet la lògica sovint analitza enunciats referits a conceptes ficticis, com el "rei de França actual".
Es relaciona ficció amb imaginació, ja que aquesta facultat mental és la que permet que hi hagi obres ficcionals. La imaginació permet crear mons alternatius per part de l'autor i decodificar-los per part del receptor. Aquesta capacitat es relaciona amb el fet que l'ésser humà tingui un llenguatge simbòlic, que permet referir-se a entitats no presents en l'aquí i l'ara i aquesta projecció (poder comunicar experiències no presents) ajuda a crear-ne d'altres sense cap referent real, o basades en porcions de diverses experiències.

## Història del concepte de ficció
La concepció de la ficció ha anat variant al llarg dels segles. Plató la va condemnar perquè no contenia veritats i distreia els éssers humans de la recerca del pur saber. Determinats corrents religiosos van continuar en la mateixa línia, considerant-la un entreteniment superflu o immoral, ja que apartava les persones del món i dels seus deures. Personatges com el Quixot o Emma Bovary esdevenen bojos per voler portar a la vida allò que s'esdevé a la ficció. Per contra, la teoria de la literatura clàssica considera que la ficció conté veritat en ella mateixa, ja que els sentiments que provoca són reals i les regles de versemblança fan que es constitueixin universos autèntics, però regits amb normes de veritat no empírics.
Determinats crítics consideren, però, que el concepte de ficció és modern i occidental i que no es pot jutjar un text com a ficcional en altres èpoques o cultures.

### El concepte demimesi
El concepte de ficció en la tradició occidental està molt lligat al concepte de mimesi, desenvolupat a la Grècia clàssica,. El primer autor que el desenvolupa és Plató. Aquest pensador creia que existien dos dimensions de l'existència: un món intel·ligible, el de les idees eternes i perfectes que calia conèixer a través de l'ànima racional, i el món sensible, el corresponent als sentits. En aquest món físic tota realitat és pura aparença, conté una dosi de ficció, ja que és una còpia del món real, l'intel·ligible. Al seu torn, l'art copia els cossos terrenals i esdevé per tant una mimesi de segon grau, una realitat degradda de la qual cal fugir per assolir l'autèntic coneixement. Plató, doncs, té una visió molt negativa de la ficció (excepte en els diàlegs primerencs), ja que no solament és una deformació d'un món ja no prou real sinó que distreu de l'objectiu vital lloable: el saber.
Però és sobretot en la Poètica d'Aristòtil on el concepte de mimesi té un paper essencial. Per Aristòtil, totes les obres literàries copien a la realitat, d'acord amb el principi de la versemblança; el que diferencia la literatura de la història és que aquesta còpia les coses que han succeït, i aquella les que podrien succeir.
Cal insistir que Aristòtil no diu que la literatura hagi de ser la imitació del món real, sinó la imitació "de les accions dels homes". Aquesta diferència és la que permet que el versemblant irreal tingui cabuda en la literatura. Paul Ricoeur ha subdividit el concepte de mimesi aristotèlic en tres fases:
- Mimesi 1: el procés de configuració del text i la disposició de la trama per part de l'autor
- Mimesi 2: la mateixa configuració del text, que pot respondre o no al món exterior
- Mimesi 3: la reconfiguració del món del text que ha de realitzar el lector o espectador

### La relació amb lacatarsi
La Poètica d'Aristòtil també introdueix un altre concepte molt relacionat amb l'anterior: el de catarsi. La tragèdia, en imitar accions de personatges bons que cauen en desgràcia, aconsegueix la implicació emocional de l'espectador, que, a través de la compassió i la por es purifica interiorment. Aquesta reacció emocional té la seva base en la suspensió del judici de realitat pel que fa a l'acció tràgica: algú molt conscient de la irrealitat de l'obra no podria empatitzar. Aristòtil té una valoració positiva de la ficció per via del teatre, que per a ell permet la purificació de les passions que d'altra manera aflorarien de mode excessiu a la vida real.
Enfront d'aquesta concepció de la ficció com a catarsi, alguns autors contemporanis, especialment el dramaturg Bertolt Brecht, han proposat l'anul·lació de la implicació emocional a través d'un «teatre èpic», una de les característiques del qual és que accentua la irrealitat de l'obra teatral, exagerant la distància entre ficció i realitat. D'aquesta manera, Brecht volia aconseguir que els espectadors realitzessin un judici crític i racional de l'acció, en comptes d'una implicació emocional i irracional. Altres autors ho fan simplement per una qüestió d'estil, troben que la realitat tal qual és menys interessant que mostrar-la d'una manera més estilitzada, dramàtica o teatrelitzada, i de pas es crea una distància que fa que l'espectador la miri d'altra manera, d'un altre punt de vista.

### El versemblant en el Renaixement
Les teories aristotèliques de la ficció van ser recuperades durant el Renaixement, encara que en molts casos van ser malinterpretades o esbiaixades. Així per exemple, el concepte de mimesi com «imitació de les accions dels homes» va ser traduïda per Francesco Robortello, en un sentit més ampli però que va resultar reductora posteriori, com a "imitacions d'objectes". Això va suposar que autors posteriors reinterpreten aquest sintagma com "imitació de món real", reduint així l'imitable al real, en comptes d'allò versemblant, com pretenia el mateix Aristòtil.
Paradoxalment, l'Edat Mitjana havia tendit justament al contrari: a esborrar els límits del que és real, l'irreal o fins i tot l'inversemblant. Les vides de sants o els llibres de cavalleries eren només dos exemples en els quals el real i l'irreal apareixien barrejats i indivisibles per als lectors de l'època. Els erudits de l'època van atacar fortament aquesta confusió, especialment en el cas dels llibres de cavalleries; Miguel de Cervantes, autor molt conscient dels límits del concepte de versemblança, també va tenir com a primer objectiu en redactar el Quixot el ridiculitzar al gènere dels llibres de cavalleries per les seves exageracions i els seus absurds, els quals tanmateix eren considerats molt reals pels seus lectors.

### El somni del barroc
La reflexió sobre el concepte de ficció corren en paral·lel amb les reflexions sobre el concepte de realitat. Al barroc es qüestiona l'existència d'una realitat ficció, predomina el tòpic de la vida com a somni: tot és una ficció, fins i tot el que usualment es considera com a factual. Per això a les obres ficcionals apareixen elements de metaficció i el qüestionament perpetu d'allò que es percep, un escepticisme que durarà fins a la contemporaneitat. L'art, entès en tant que ficció, tenia justament la funció d'evidenciar la manca de realitat del món exterior, la fugacitat de la vida i la incertesa general.

## Característiques principals de les obres de ficció
Tot i que no hi ha cap teoria de la ficció que estigui àmpliament acceptada, s'han descrit les propietats característiques de les obres de ficció. Coincideixen en bona part amb els elements de la narrativa, ja que és el gènere principal de les obres ficcionals (si bé no n'és exclusiu).
La primera característica és l'existència de l'anomenat món fictici, és a dir, un context que requereix continuïtat o un marc on ambientar la trama. Aquest món no ha de ser necessàriament fantàstic, sinó que és fictici en tant que inclou esdeveniments que no han passat en la realitat, independentment que el marc imiti totalment el món exterior. De fet, el que es narra es considera que ha de funcionar com funcionaria al món real si no s'indica el contrari, per exemple si apareix el mot "taula" hom ha d'entendre que és una taula semblant a les taules existents mentre no hi hagi una descripció que l'allunyi d'aquestes. Els elements ficcionals poden barrejar-se amb altres elements històrics, com per exemple personatges reals o fets que sí que han succeït. Aquesta combinació pot tenir com a funció augmentar la versemblança de la trama, ambientar la història en un món fictici conegut pels receptors o amb intenció paròdica.
En segon terme calen uns personatges que protagonitzin una trama, la qual es presenta amb un determinat punt de vista. El punt de vista en mitjans escrits coincideix amb el narrador, mentre que en mitjans audiovisuals combina la veu narrativa amb la càmera o focus. La trama, que és la història de ficció, presenta uns esdeveniments que inclouen una acció de canvi entre dues situacions, acompanyada o no d'elements afegits com descripcions, diàlegs o reflexions de la veu narrativa.
Una ficció és sempre un pacte lingüístic: es considera que la llengua perd la seva funció referencial i s'assumeix que els referents pertanyen al món possible. És a través de la llengua (o les imatges però sempre amb conceptes associats i codificats lingüísticaments) que es transmet la ficció, la història que vehicula el món alternatiu. Aquesta convenció lingüística pot afectar també a la forma, en general les obres de no ficció tenen un llenguatge més clar, menys metafòric o amb un ús inferior de la funció poètica de la llengua, mentre que les obres ficcionals poden presentar més abundància de recursos retòrics (com s'usen, però, depèn més de l'estil personal de l'autor o del moviment al qual pertanyi).
Per acabar és important la concepció que els implicats en la distribució de la ficció tinguin sobre aquesta. Un mateix document pot ésser rebut històricament com a real o com a fictici, com per exemple els bestiaris medievals, que a la seva època es tenien per testimonis verídics de fauna i contemporàniament es prenen com a imaginacions sobre criatures mai existents o deformacions d'animals reals. Fins i tot un discurs pretesament objectiu, com el de la historiografia, pot contenir elements considerats ficcionals per un receptor. El cas de textos sagrats mostra també aquesta ambigüitat, ja que un mateix relat és revelació per a un creient i, per tant, veritat, i per a un altre només una llegenda i, per tant, no real. L'etiqueta de ficció, doncs, requereix la complicitat de l'autor i del seu públic.
Diversos senyals poden ajudar a activar la convenció de ficcionalitat (entenent que no hi ha discursos ficticis sinó interpretacions com a ficcionals o no de determinats discursos) en el receptor, com ara un escenari o un gènere literari. També poden aparèixer elements que trenquin momentàniament la il·lusió de la ficció, com ara la tècnica anomenada trencar la quarta paret, on voluntàriament un autor fa que els personatges es dirigeixen al públic o que afirmin que estan vivint en un món irreal. Els errors de versemblança trenquen de manera involuntària la ficcionalitat.

## Elements narratològics de la ficció
Encara que «ficció» i «narració» no són sinònims (ja que no tota ficció és narrativa, ni tota narració és fictícia), la narració sí que és la manera predominant d'introduir-se en mons de ficció. D'aquí que hi hagi el que es coneix com a «pannarrativisme», consistent en l'aplicació (a vegades excessiva) de les eines d'anàlisi narrativa, tradicionalment desenvolupades en el camp de la crítica literària, a qualsevol de les formes en què es pot manifestar la ficció: el cinema, el teatre, la televisió, els còmics, els videojocs, etc.
La narratologia, o estudi de la narració, desenvolupada fonamentalment pels corrents estructuralistes al llarg del segle xx, se centra principalment en quatre dels elements constitutius de la narració: el narrador, els personatges, el temps i l'espai.

### El narrador
El narrador, o punt de vista narratiu, és qui narra la història. Pot ser en:
- Primera persona (jo), quan el narrador presencia els fets que ocorren. Generalment, és el protagonista que explica la seva pròpia història (primera persona central). Tanmateix, també pot ser que un personatge secundari narri en primera persona la història del protagonista, donant una visió parcial i subjectiva dels fets (primera persona testimoni).
- Tercera persona (ell/ella), quan el narrador relata els fets que li ocorren als personatges de l'obra. Si només presenta el que pot ser vist o pensat per un sol personatge, s'anomena tercera persona limitada. Si el narrador presenta tot el que senten i viuen els personatges, amb un coneixement complet de tot i sense tenir present cap personatge en concret, el punt de vista narratiu està en tercera persona omniscient. En canvi, es tracta d'una tercera persona observadora si l'autor narra com si fos testimoni del que succeeix, però sense entrar a l'interior dels personatges.
- La segona persona narrativa és un recurs utilitzat per la novel·la moderna. Es produeix un desdoblament o un fictici diàleg-monòleg del protagonista amb ell mateix i un distanciament de l'autor.

### Els personatges
Els personatges d'una narració tenen característiques que els defineixen i els fan diferents a altres. Poden ser personatges animals o coses, amb característiques de persona (poden parlar, pensar o riure).
Poden ser principals o secundaris segons la seva presència i funció dins el relat. El principal s'anomena protagonista i els secundaris poden ser aliats o oponents (antagonistes) del protagonista. Si els personatges evolucionen psicològicament són rodons, i si, contràriament, són descrits d'una manera esquemàtica o caricaturesca i no presenten canvis anímics, són anomenats plans.

### El temps
Un text narratiu indica el moment en què succeeix cada un dels esdeveniments, però també assenyala la durada d'aquests actes (per exemple, a la tarda, durant una festa, etc.). Pot ser:
- Lineal: les accions es produeixen en un temps cronològicament lineal.
- Retrospectiu: quan la narració comença i tot seguit fa un salt al passat.
- Simultani: alternança entre dos o més temps durant la narració.

El temps psicològic és la percepció pròpia dels personatges, és a dir, el temps del record. Per altra banda, el temps històric permet situar l'acció en una època concreta, ja sigui contemporània a l'autor, allunyada en el moment d'escriptura o fins i tot posterior (futur imaginari, ciència-ficció). Pot quedar delimitat per referències a fets històrics o polítics o a personatges reals o bé per al·lusions a costums i formes de vida.

### L'espai
És el lloc físic en què es desenvolupen l'acció (per exemple, a la platja, al camp o a la muntanya) o l'ambient en què transcorre la vida dels personatges (d'alegria, tranquil·litat, etc.). Generalment, és introduït en els primers paràgrafs de l'obra. Al llarg d'una narració poden presentar-se diferents espais, que poden ser oberts (ofereixen al protagonista la possibilitat d'anar i venir, de viatjar) o tancats (espai limitat). L'espai pot arribar a ser un element fonamental en l'ambientació i pot suggerir l'estat d'ànim o aspiracions dels personatges.

## Funcions de la ficció
Històricament ha sorgit la pregunta sobre la necessitat de la funció, per què l'ésser humà tendeix a crear mons diferents al real i històries que no han succeït. La ficció és una forma d'entreteniment, ajuda a passar l'estona i proporciona plaer saber què ocorre a uns personatges, mantenint el suspens de la trama. Si hi ha elements que provoquen riure o emocions, augmenta la sensació d'estona plaent. La segona funció ja va ser explicitada per la catarsi d'Aristòtil: en produir-se una identificació momentània amb els protagonistes, el consumidor de ficció viu ficcionalment una altra realitat que li permet purgar o exacerbar sentiments que després pot aplicar a la seva vida real. En aquest sentit, determinats autors han subratllat la funció psicològica de la ficció: permet viure sense risc experiències que després transmeten ensenyaments aplicables a la pròpia existència, és a dir, la ficció actuaria com una simulació que ajudaria a comprendre les vivències reals i saber com reaccionar-hi.
La ficció seria aleshores una necessitat cognitiva universal, les persones necessiten imaginar altres vides per poder entendre el present, com en els somnis. Per això totes les cultures tenen les seves formes de ficció. La televisió i el cinema han fet que la ficció esdevingui massiva, amb arguments audiovisuals que permeten l'evasió del present però amb un grau de realisme major, ja que una de les normes de la ficció és que quan la persona hi entra, suspèn els judicis de veritat habituals: creu momentàniament l'existència d'aquella història per poder sentir les emocions que proposa l'autor o per divertir-se. És un mecanisme mental present en altres esferes, com per exemple el joc.
La ficció transmet transmet també models i normes, sigui perquè presenta una alternativa a les acceptades per la comunitat o sigui perquè les recrea, ja que tota ficció transcorre en un context determinat. Per això la ficció ajuda a la socialització, explicitant el que és acceptable i no acceptable, posant exemples de situacions on s'han de tenir en compte uns valors determinats o bé contribuint a l'aprenentatge de la llengua, que és un dels vehicles privilegiats de transmissió cultural.
Però si bé la ficció exposa alternatives gràcies als Mons Possibles que es troben a obres literàries i artístiques, cal aclarir que la ficció ha estat present des de la prehistòria, determinant les estructures socials dels homo sàpiens, i el seu èxit davant les altres espècies.
Les lleis, l'ètica, la moral, el bé i el mal, els valors o la fe en un déu, no existeixen en el món físic. Són conceptes intangibles creats per les persones, imaginats. Sense ficció, el funcionament del món quotidià no existiria, perquè les premisses sobre les quals es fonamenta no són reals.
Així i tot, són la raó de la superioritat humana. La intimació permet la cooperació de col·lectius d'un màxim de cent cinquanta individus. Conèixer i confiar en mil persones seria impossible, perquè tota relació de confiança requereix una gran quantitat de temps. En canvi, si aquestes mil persones creuen en uns valors i objectius comuns, cooperaran entre elles encara que no es coneguin. I aquesta cooperació en massa, és la responsable del domini humà, de la creació de xarxes econòmiques internacionals, etc.
Perquè la realitat és que les persones no únicament necessiten imaginar altres vides per poder entendre el present, sinó que necessiten la imaginació per crear el seu present.
En consumir ficció, s'activen determinats processos mentals que estan relacionats amb la intel·ligència. Així, cal posar en marxa mecanismes de comprensió (seguir el fil de la història, comprendre el marc de referència si és diferent a l'actual), d'empatia (plantejar-se què faria cadascú en el lloc del personatge, sentir amb els protagonistes), plantejament d'hipòtesis (avançar-se al que passarà, comprovar aquests pressupòsits) i mantenir l'atenció. Com més complexa és una ficció, més elements cognoscitius activa.
La ficció es pot usar amb una finalitat didàctica, ja que els exemples i narracions són més fàcils d'entendre que les exposicions. El mite, la faula i la paràbola s'emmarquen dins d'aquesta tendència, igual que els exempla medievals o els personatges conductors del llibre de text infantil. També pot usar-se per a la publicitat i propaganda (als anuncis, al storytelling d'empresa o institució, etc.), perquè el contingut ficcionalitzat és més proper al receptor.

## Tipus de ficció
La ficció sol presentar-se sota la forma d'un gènere artístic determinat, encara que puguin considerar-se ficcionals els somnis o altres experiències similars. Aquest gènere ajuda a comprendre el missatge com a fictici i a activar determinades convencions de recepció. En general es considera la categoria de ficció com a gènere cinematogràfic o gènere literari, d'on va néixer la distinció entre gèneres de ficció i gèneres de no-ficció.
La ficció admet també graus, de manera que poden haver-hi nivells de ficcionalitat. Alguns autors defensen que sempre hi ha una mica de ficció en tota narració en discursos aparentment no ficcionals notícies periodístiques o biografies existeix una selecció dels fets que fa que la història no correspongui exactament a la realitat. Les anomenades "històries basades en fets reals", molt abundants en cinema, serien un segon nivell de ficcionalitat. Hi pertanyen igualment les roman à clef o històries que sota una aparença de ficció es refereixen a esdeveniments o persones reals, per tal d'encobrir una crítica o per evitar problemes d'acusacions. Es pot denominar aquest grau com a semificció. Els relats ja concebuts com a ficció serien el tercer nivell de ficcionalitat, el de la ficció pura. Aquests nivells són registrats per la ment humana, que reacciona suspenent la incredulitat fins que acabi la narració en el cas del tercer nivell i en canvi no accepta intromissions d'elements fantàstics o inversemblants en un discurs codificat com de primer nivell (o no fictici). Malgrat aquesta codificació, el procés mental és idèntic en tots els graus ficcionals: no hi ha diferències en el mecanisme de memorització d'una dada o d'un element fictici, per exemple.

### Ficció realista
La ficció realista, encara que és falsa, en realitat podria ocórrer. A l'obra, alguns esdeveniments, personatges i llocs podrien arribar a ser reals. La ficció realista exposa fets imaginables que en el futur podrien ocórrer. Un exemple és la novel·la de Jules Verne De la Terra a la Lluna (1865), que narra una acció que va esdevenir realitat el 1969, quan Neil Armstrong va trepitjar la Lluna.

### Ficció no-realista
La ficció no-realista és aquella en la qual els esdeveniments no poden succeir en la vida real, cosa que implica recórrer a una forma alternativa de la història de la humanitat o a la necessitat de tecnologia impossible. Una bona part dels llibres de ficció ho són, per exemple, les obres de Lewis Carroll (Alícia en terra de meravelles), J. K. Rowling (Harry Potter), i J. R. R. Tolkien (El Senyor dels Anells).
No obstant això, fins i tot la literatura fantàstica és bidimensional: està situada entre el realisme i allò meravellós o mític. Els detalls geogràfics o descripcions creen una retòrica del realisme, que «convida el lector a fer cas omís a l'artifici del text, ignorar la incredulitat, exercir la fe poètica i, per tant, caure en el món imaginatiu de la narrativa». La bidimensionalitat apareix a la història com a sorpresa o por. Segons G. W. Young i G. Wolfe, s'evoquen realitats fictícies fora del text i les concepcions prèvies que tenia el lector de la realitat s'exposen com incompletes. Per tant, «la ficció és capaç de guanyar construccions encara més plenes del que constitueix la realitat». D'altra banda, les infinites possibilitats de ficció són un símptoma de la impossibilitat de conèixer plenament la realitat. No existeix un criteri per mesurar les construccions de la realitat —en última instància, són «totalment fictícies».

### Semificció
S'anomena semificció' a aquella obra fictícia que compta amb una gran quantitat d'elements no-fictícis, com pot ser, per exemple, una ficció «basada en fets reals», un relat de ficció, o una biografia reconstruïda. Sovint, fins i tot quan l'autor afirma que la història és certa, pot haver-hi importants afegits i sostraccions de la veritable història perquè sigui més adequat per explicar històries.